# 3. gorska divizija (Wehrmacht)
Za druge 3. divizije glej 3. divizija.
3. gorska divizija je bila gorska lahka divizija v sestavi redne nemške kopenske vojske med drugo svetovno vojno.

## Zgodovina
Divizija je bila ustanovljena 1. aprila 1938 v Gradcu z reorganizacijo 5. in 7. divizije bivšega Bundesheera.
Sodelovala je v poljski kampanji leta 1939 kot del armadne skupine Jug, toda še pred koncem kampanje je bila premeščena na Siegfriedovo linijo.
Nato je sodelovala v operaciji Weserübung in se borila na severu Norveške, kjer se je njen 139. gorski polk boril in končno tudi zavzel Narvik. Britanske enote so nato uspele ponovno zavzeti mesto in začele oblegati polk. Popolno uničenje polka je preprečila vdaja norveške vlade.
Naslednja kampanja je bila operacija Barbarossa, ko je napredovala na arktičnem področju Murmanska, a je bila zaustavljena zaradi sovjetskih protinapadov. Pozneje je bila premeščena na južni sektor vzhodne fronte, kjer je sodelovala v neuspešnem poskusu preboja sovjetskega obroča okoli Stalingrada. Nato se je umikala čez Madžarsko in Slovaško, nakar se je vdala Rdeči armadi pri Olomoucu.

## Vojna služba
| Datum                        | Delovanje | Korpus                 | Armada              | Armadna skupina                | Področje             |
| september 1939               | rezerva   | XVIII. korpus          | 14. armada          | Armadna skupina Jug            | Slovaška, Poljska    |
| oktober 1939                 | rezerva   | /                      | 6. armada           | Armadna skupina B              | Eifel                |
| december 1939 - februar 1940 | rezerva   | /                      | 16. armada          | Armadna skupina A              | Hunsrück             |
| marec 1940                   | rezerva   | XXI. korpus            | /                   | /                              | Narvik               |
| september 1940               |           | Gorski korpus Norveška | /                   | /                              | Norveška             |
| januar 1941                  |           | Gorski korpus Norveška | /                   | /                              | Norveška, Finska     |
| december 1941                | rezerva   | /                      | /                   | /                              | Norveška, Finska     |
| januar 1942                  | urjenje   | BdE                    | /                   | /                              | Grafenwöhr           |
| maj 1942                     | rezerva   | /                      | /                   | /                              | Norveška             |
| september 1942               | rezerva   | /                      | /                   | /                              | Norveška, Leningrad  |
| oktober 1942                 | rezervna  | /                      | 11. armada          | /                              | Leningrad            |
| november 1942                |           | II. Lw.                | LIX. korpus         | Armadna skupina Sredina        | Velikije-Luki        |
| december 1942                | rezerva   | /                      | /                   | Armadna skupina Don            | Don                  |
| januar 1943                  |           | IV. korpus             | 6. armada           | Armadna skupina Jug            | Melitopol, Saporošje |
| marec 1943                   |           | XXIX. korpus           | 6. armada           | Armadna skupina A              | Nikopol              |
| april 1943                   |           | XXX. korpus            | 6. armada           | Armadna skupina Južna Ukrajina | Kišnijev             |
| junij 1943                   |           | XVII. korpus           | 8. armada           | Armadna skupina Južna Ukrajina | Vzhodni Karpati      |
| oktober 1943                 |           | IX. madž. korpus       | 8. armada           | Armadna skupina Jug            | Madžarska            |
| november 1943                |           | XXIX. korpus           | 8. armada           | Armadna skupina Jug            | Slovaška             |
| januar 1945                  |           | XVII. korpus           | 1. tankovska armada | Armadna skupina A              | Slovaška             |
| februar 1945                 |           | XXXXIX. korpus         | 1. tankovska armada | Armadna skupina Sredina        | Zgornja Šlezija      |

## Sestava
1939
- 138. gorski polk

- 1. bataljon
- 2. bataljon
- 3. bataljon

- 139. gorski polk

- 1. bataljon
- 2. bataljon
- 3. bataljon

- 112. gorski artilerijski polk

- 1. bataljon
- 2. bataljon
- 3. bataljon

- 112. izvidniški bataljon
- 48. protioklepni bataljon
- 83. gorski pionirski bataljon
- 68. divizijske enote

1942
- 138. gorski polk

- 1. bataljon
- 2. bataljon
- 3. bataljon

- 139. gorski polk

- 1. bataljon
- 2. bataljon
- 3. bataljon

- 112. gorski artilerijski polk

- 1. bataljon
- 2. bataljon
- 3. bataljon

- 95. kolesarski bataljon
- 48. tankovskolovski bataljon
- 83. gorski pionirski bataljon
- 68. divizijske enote

## Pripadniki
Divizijski poveljniki
- 1. Generalpolkovnik Eduard Dietl (1. september 1939 - 14. junij 1940)
- 2. General gorskih enot Julius Ringel (14. junij 1940 - 23. oktober 1940)
- 3. General gorskih enot Hans Kreysing (23. oktober 1940 - 10. avgust 1943)
- 4. Generalporočnik Egbert Picker (10. avgust 1943 - 26. avgust 1943)
- 5. General pehote Siegfried Rasp (26. avgust 1943 - 10. september 1943)
- 6. Generalporočnik Egbert Picker (10. september 1943 - 29. september 1943)
- 7. Generalporočnik August Wittmann (29. september 1943 - 3. julij 1944)
- 8. Generalporočnik Paul Klatt (3. julij 1944 - 8. maj 1945)

Nosilci viteškega križca
| 1.  | Johann Benedikt      |  | (11. december 1943)  |
| 2.  | Eduard Dietl         |  | (9. maj 1940)        |
| 3.  | Friedrich Friedmann  |  | (12. februar 1943)   |
| 4.  | Walter Giehrl        |  | (31. julij 1942)     |
| 5.  | Julius Grund         |  | (30. oktober 1943)   |
| 6.  | Wolf Hagemann        |  | (4. september 1940)  |
| 7.  | Arthur Haussels      |  | (4. september 1940)  |
| 8.  | Horst Heinrich       |  | (30. december 1943)  |
| 9.  | Matthaeus Hetzenauer |  | (17. april 1945)     |
| 10. | Herbert Hodurek      |  | (15. april 1944)     |
| 11. | Anton Holzinger      |  | (11. januar 1941)    |
| 12. | Paul Klatt           |  | (4. januar 1943)     |
| 13. | Max Kloss            |  | (26. november 1944)  |
| 14. | Franz List           |  | (3. marec 1943)      |
| 15. | Anton Lorch          |  | (4. junij 1944)      |
| 16. | Hans May             |  | (25. januar 1943)    |
| 17. | Theodor Mehring      |  | (15, julij 1944)     |
| 18. | Karl Pabst           |  | (4. november 1943)   |
| 19. | Albert Radesinsky    |  | (7. december 1943)   |
| 20. | Hans Rohr            |  | (20. junij 1940)     |
| 21. | Hans Schlebruegge    |  | (20. junij 1940)     |
| 22. | Viktor Schoenbeck    |  | (20. junij 1940)     |
| 23. | Karl Selinger        |  | (12. december 1944)  |
| 24. | Julius Spari         |  | (10. september 1944) |
| 25. | Ludwig Stautner      |  | (20. junij 1940)     |
| 26. | Kurt Trippensee      |  | (2. april 1943)      |
| 27. | Wolfhart Wicke       |  | (8. februar 1943)    |
| 28. | Alois Windisch       |  | (20. junij 1940)     |
| 29. | Hans Wittenzellner   |  | (9. junij 1944)      |
| 30. | Walter Wriedt        |  | (25. oktober 1943)   |